# Eimeria tenella
Eimeria tenella je parazitický prvok (výtrusovec, konkrétně kokcidie) napadající kura domácího. Tvoří tři merogoniální stádia v epitelu a submukóze slepého střeva těchto zvířat, z hostitele vychází ven typické oocysty. Způsobuje tak záněty, které krvácí a vedou až k úmrtí. K vakcinaci se používá vakcína Livacox. Ve svém apikoplastu (typ plastidu) má neobvykle velký plastidový genom.
Eimeria tenella (Railliet a Lucet, 1891) je nejznámější z patogenních kokcidií kura domácího; je také nejlépe prostudována. Parazituje ve slepých střevech a sousedící střevní tkáni. U kura způsobu vážné onemocnění charakterizované přítomností krve v trusu, poklesem hmotnosti, vysokou morbiditou a mortalitou. Diagnóza kokcidiózy je založena na přítomnosti charakteristických lézí ve slepých střevech při pitevním vyšetření, společně s nálezem shluků velkých schizontů a později i oocyst v nativních stěrech sliznice střevní.
Experimentální infekce kuřat 100 000 vysporulovaných oocyst silně redukuje hmotnostní přírůstky, zvyšuje morbiditu i mortalitu. Pro vyvolání klinických příznaků kokcidiózy je ale dostačující inokulace pouze 1000-3000 oocyst. Epitel sliznice slepých střev je postižen již při maturaci první generace schizontů, které obsahují několik set merozoitů a vyvíjejí se hluboko ve sliznici střevní. Nejvíce patogenní je však druhá generace schizontů, které dospívají 4. den po infekci (PI), což se projevuje hemoragiemi a silným zvětšením slepých střev, která jsou vyplněna sraženou krví a kousky odloupané sliznice. Stěna slepých střev je zesílená edémem a buněčnou infiltrací. Kolem 6.-7. dne PI (kdy se již mohou nacházet gametocyty a oocysty) je obsah slepých střev tužší a sušší, případně ve formě odlitků může být vyloučen s výkaly. Postižení slepých střev je patrné i přes serózu. Při slabší infekci je regenerace epitelu sliznice slepých střev možná do 10. dne PI, ale po těžké infekci k uzdravení sliznice již nedochází.
Vzestup mortality v hejnu kuřat je rychlý, obvykle se objevuje mezi 5.-6. dnem PI. Ztráta krve snižuje počet erytrocytů i hematokrit. Pravá příčina úhynu není známa, předpokládají se toxické faktory, protože ztráta krve není tak velká, aby způsobila úhyn. V některých případech může být úhyn způsoben gangrénou nebo rupturou stěny slepých střev. Extrakty připravené z obsahu infikovaných slepých střev způsobují po iv. aplikaci jiným kuřatům koagulaci krve a úhyn. Absence mortality u germ-free (bezmikrobní) kuřat infikovaných E. tenella naznačuje možnou úlohu bakteriálních produktů na mortalitu kuřat.
Minimální prepatentní doba (interval od počátku infekce až po vyloučení prvních oocyst) u E. tenella je 115 hodin a minimální sporulační doba (doba potřebná k dozrání oocysty do infekčního stavu) činí 18 hodin. Maximální reprodukce zjištěná po pozření 1 oocyty – 400 000 oocyst.